# Anton von Massenhausen
Anton von Massenhausen (1758-1815). Estudante da Universidade de Ingolstadt que apoiou Adam Weishaupt na fundação dos Illuminati.

## Biografia
Massenhausen esteve presente na Noite de Walpurgis em 1776, data lembrada por ser o dia em que surgiu a seita.
Ele foi para a Universidade de Munique para recrutar membros para a ordem, entre eles estava Franz Xavier von Zwack, que logo o substituiu como aliado de Weishaupt, já que o próprio Weishaupt afirmou que Massenhausen estava mais interessado em questões femininas do que nos Illuminati.
O apelido de Massenhausen dentro dos Illuminati era Ajax.